# Успенский, Александр Иванович (искусствовед)
Александр Иванович Успенский (8 (20) марта 1873, Венёв Монастырь, Тульская губерния, Российская империя — 31 октября 1938, Москва, СССР) — русский и советский археограф и историк, педагог, археолог, архивариус, искусствовед, церковный историк.

## Биография
Родился 8 марта 1873 года в Венёв Монастыре в семье приходского священника. Являлся племянником писателей Глеба и Николая Успенских, которые с ранних лет научили его чтению. В 1894 году поступил в Петербургскую духовную академию, одновременно с этим учился в Петербургском археологическом институте. В 1899 году после окончания учёбы устроился на работу в должности архивариуса Московского отделения Общего архива Министерства императорского двора, в связи с чем переехал в Москву и посвятил этому городу всю оставшуюся жизнь. Увлекался историей живописи и архитектуры Москвы. Временно переехал в Харьков, где занимал должность приват-доцента кафедры истории и теории изящных искусств в ХарьГУ и затем вновь вернулся в Москву, где им был основан Московский археологический институт и в 1907 году указанный институт распахнул свои двери перед студентами. В данный институт принимались только студенты, имеющие высшее образование для подготовки их к курсам повышения квалификации по специальностям археология и археография. В 1917 году ему была присвоена почётная степень Доктор богословия, а в 1918 году — Доктор теории и истории искусств. Являлся автором свыше 500 научных работ и ряда книг по археологии и церковной истории. Во время становления РСФСР был вынужден оставить научную и общественную деятельность по причине закрытия практически всех организаций, где он работал. С тех пор он вышел на пенсию.
Скончался 31 октября 1938 года в Москве. Похоронен на 20-м участке Введенского кладбища.

## Основные работы
- Иконы церковно-археологического музея общества любителей духовного просвещения" (вып. I, М., 1900; вып. II, ib., 1902; вып. III, ib., 1906);
- О художественной деятельности евангелиста Луки. М., 1900;
- Значение иконописного подлинника в современной церковной живописи. М., 1901;
- Судьба первой церкви на Москве. М., 1901;
- Интересные памятники иконописи, М., 1902;
- История стенописи Успенского собора в Москве. М., 1902;
- Церковно-археологическое хранилище при Московском дворце в XVII в. М., 1902;
- Виктор Михайлович Васнецов. М., 1906;
- Древнерусская живопись (XV—XVIII вв.), М., 1906;
- Записные книги и бумаги старинных дворцовых приказов. М., 1906;
- Царские иконописцы в XVII в. Вып. I. СПб., 1906;
- Царские иконописцы и живописцы XVII в. (т. 1—4, 1910—1916);
- Императорские дворцы, т. 1—2, М., 1913;
- Словарь художников в XVIII в., писавших в императорских дворцах, М., 1913;
- Словарь патриарших иконописцев, М., 1917;
- «Памятники древнетатарского военного искусства в Московской Оружейной палате» (1927);
- «Путеводитель по музеям для военных экскурсантов» (1930; под псевдонимом А. Иванов);
- «Из истории металлургического дела на территории СССР» (1934).